# 安東寧·盧耶爾
安東寧·盧耶爾（法語：Antonin Rouzier；1986年8月18日—）是一位法國排球運動員。他效力於土耳其排球俱樂部阿卡斯伊茲密爾。他也代表法國國家男子排球隊參賽，參加過2016年里約奧運。